# Bertrimont
Bertrimont är en kommun i departementet Seine-Maritime i regionen Normandie i norra Frankrike. Kommunen ligger i kantonen Tôtes som tillhör arrondissementet Dieppe. År 2022 hade Bertrimont 218 invånare.

## Befolkningsutveckling
Antalet invånare i kommunen Bertrimont
| Referens: INSEE |